# Fidicina mannifera
Espèce
Fidicina mannifera est une espèce d'insectes hémiptères de la famille des Cicadidae (cigales), de la sous-famille des Cicadinae, de la tribu des Fidicinini (Distant, 1905), sous-tribu des Fidicinina (Boulard & Martinelli, 1996) et du genre Fidicina.

## Dénomination
- Espèce décrite par l'entomologiste danois Johan Christian Fabricius en 1803, sous le nom de Teltigonia mannifera[1]. Le nom de référence est Fidicina mannifera.

### Synonymie
- Teltigonia mannifera (Fabricius, 1803)
- Cicada mannifera[2]

### Noms vernaculaires
- Fidicine porte-manne
- Cigale vielleuse[3]

## Description
- Tête très large et très courte. Front ayant un sillon longitudinal au milieu.
- Yeux : gros et ovalaires, pédonculés, très saillants. Prothorax: non dilaté de chaque côté en dehors des yeux.
- Mésothorax échancré en demi-lune ou en croissant postérieurement.
- Élytres et ailes transparentes, leurs nervures plus ou moins tachées de brun.
- Opercules des mâles assez peu développés. Tarses de deux articles seulement, le premier très petit[4].

### Particularités pour cette espèce
Tête et prothorax verts; mésothorax varié de noir, profondément échancré en demi-lune postérieurement, les pointes du croissant saillantes en épine. Élytres et ailes hyalines; leurs nervures nuancées de brun vers l'extrémité.